# Карандини, Мэри
Мэри Карандини, урождённая Бёрджесс (англ. Marie Carandini; 1826, Брикстон, Англия — 13 апреля 1894, Бат, Англия) — австралийская оперная певица английского происхождения. Прабабушка Сэра Кристофера Ли. 

## Биография
Мэри (Мария) Карандини родилась в 1826 году в Брикстоне и была крещена 1 февраля. Её родителями были Джеймс Бёрджесс, кучер, и его жена Марта. В
1833 году семья эмигрировала в Австралию, в Хобарт. В 1843 году Мария вышла замуж за маркиза Джерома Карандини, певца и учителя языков, эмигрировавшего из Италии по политическим причинам. В 1844 году родился их первый ребёнок, и в том же году супруги переехали в Сидней.
Впервые Мэри Карандини выступила с концертом в 1843 году в Хобарте. В Сиднее она продолжила совершенствовать своё мастерство, беря уроки у Айзека Натана и Сары Флауэр. Её дебют в Театре Королевы Виктории состоялся в апреле 1845 года: она пела арии из опер в различных концертных программах. Впоследствии Карандини начала получать ведущие роли. Нередко ей приходилось, из-за нехватки певцов-мужчин, исполнять мужские теноровые партии, адаптированные под сопрановый диапазон. Среди её ролей были Эльвино в «Сомнамбуле» Беллини и Дженнаро в «Лукреции Борджиа» Доницетти. Одной из самых ярких её ролей стала Мария в «Дочери полка» Доницетти.
В 1855 году в Австралии побывала с гастролями Кэтрин Хейз, выступавшая в Королевском театре в Мельбурне. Мэри Карандини принимала участие в ряде постановок, в том числе в «Сомнамбуле», «Лючии ди Ламмермур», «Норме» и «Лукреции Борджиа», а после отъезда Хейз стала ведущей солисткой Мельбурнской оперы. В сезоне 1858 года «Трубадур» Верди с Карандини в роли Леоноры ставился 27 раз.
В июле 1859 году Карандини, вместе с Сарой Флауэр и другими музыкантами, принимала участие в концерте в честь торжественного открытия Большого зала Сиднейского университета. Впоследствии Карандини сформировала собственную труппу (в которую входили две её дочери) и ездила с концертами по колониям и золотым приискам. Труппа Карандини также гастролировала в Индии, США и Новой Зеландии. Последнее выступление певицы в Австралии состоялось 3 февраля 1892 года, вскоре после чего она вернулась в Англию. В 1870 году умер её муж. Последние годы Мэри Карандини жила с одной из своих дочерей в Ричмонд-Хилле близ Бата, где и умерла 13 апреля 1894 года.